# Дубівка (Звягельський район)
Дубі́вка — село в Україні, у Брониківській сільській територіальній громаді Звягельського району Житомирської області. Населення становить 18 осіб (2001).

## Історія
До 5 серпня 1960 року — Граній Дуб, Ранній Дуб — колонія Романівецької волості Новоград-Волинського повіту Волинської губернії. Відстань від повітового міста 28 верст, від волості 18. Дворів 51, мешканців 382.
12 червня 2020 року, відповідно до розпорядження Кабінету Міністрів України № 711-р «Про визначення адміністративних центрів та затвердження територій територіальних громад Житомирської області», територію та населені пункти Несолонської сільської ради Новоград-Волинського району включено до складу Брониківської сільської територіальної громади Новоград-Волинського (згодом — Звягельський) району Житомирської області.